# Пасечное (Красноярский край)
Пасечное — деревня в Тюхтетском районе Красноярского края России. Входит в состав Чиндатского сельсовета. Находится на берегах реки Чиндат (приток реки Чулым), примерно в 99 км к северу от районного центра, села Тюхтет, на высоте 145 метров над уровнем моря.

## Население
| 2010 |
| ---- |
| 140  |

Гендерный состав
По данным Всероссийской переписи населения 2010 года 76 мужчин и 64 женщины из 140 чел.

## Улицы
Уличная сеть деревни состоит из 2 улиц и 2 переулков.